# Astrid Proll

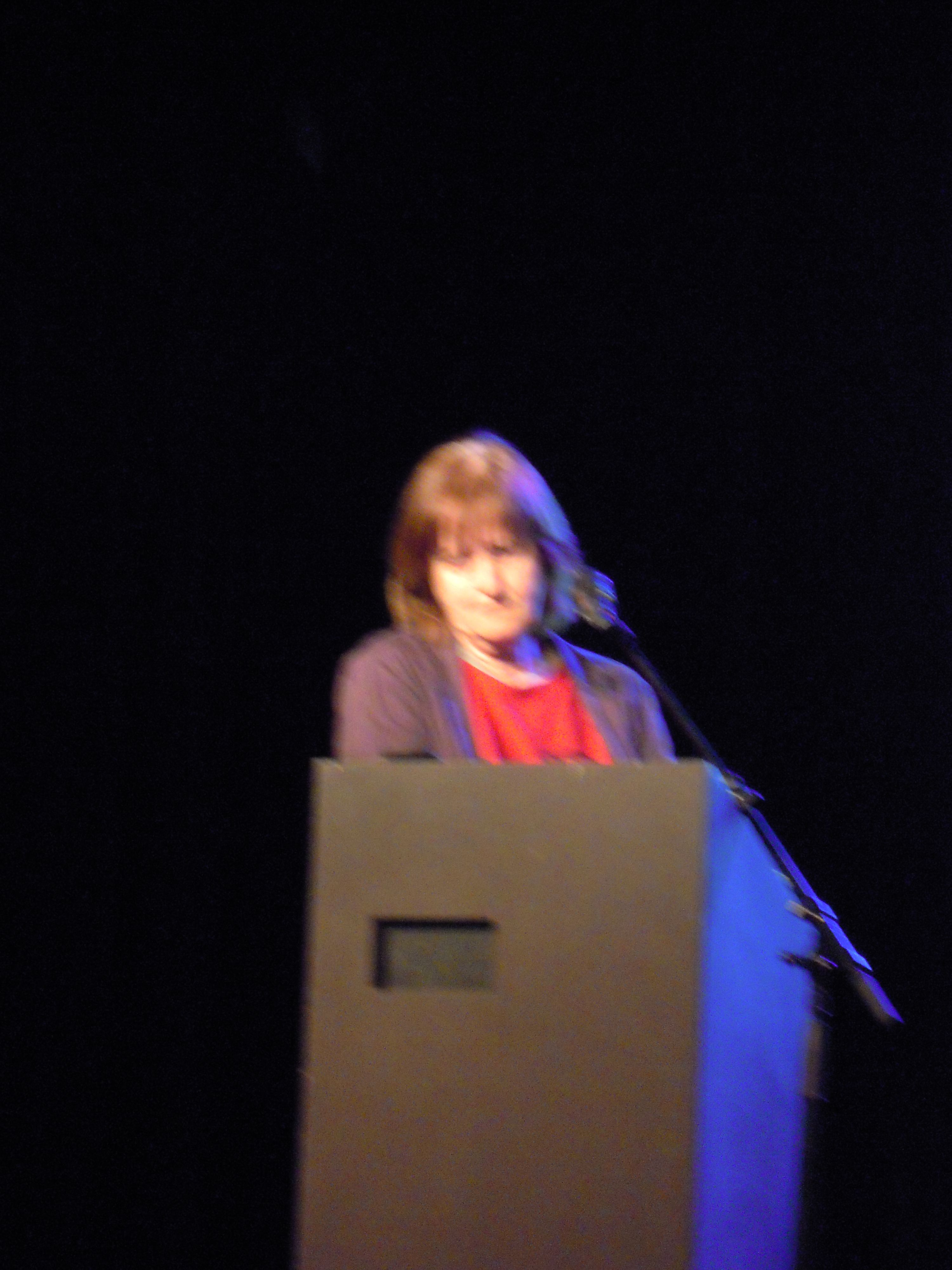
Astrid Proll (2011)

Astrid Proll. Nacida el 29 de mayo de 1947, en Kassel, Hesse, Alemania. Fue una terrorista alemana militante de la primera generación de la Fracción del Ejército Rojo.

## Como terrorista
Astrid Proll es la hermana menor de Thorwald Proll y conoció a Andreas Baader y Gudrun Ensslin a través de él; no obstante, su hermano dejó el grupo antes que las cosas se pusieran realmente serias, incluso a pesar de que estuvo vinculados al incendio de una tienda en Fráncfort del Meno en 1968. Se estima que Astrid se unió a la banda Baader-Meinhof no solo por sus ideales de extrema izquierda sino atraída y encantada por la excitante idea de pertenecer a la resistencia clandestina. Astrid Proll estuvo envuelta en asaltos a bancos y era una experta en el robo de vehículos. Ella fue la chófer cuando Andreas Baader escapó de la custodia policial con ayuda de Gudrun Ensslin, Ulrike Meinhof, Ingrid Schubert, Irene Goergens y Peter Homann el 14 de mayo de 1970, acción con la cual se estima se dio inicio a la Fracción del Ejército Rojo. 
Después de que el terrorista Hans Jurgen Backer fue sospechoso de traicionar a la banda Baader-Meinhof, ocasionando el arresto de miembros claves de la organización como Ingrid Schubert, Irene Goergens, Horst Mahler, Brigitte Asdonk y Monica Berberich en octubre de 1970, Proll intentó asesinarlo disparándole desde un auto en marcha, pero falló.
Proll, junto a Manfred Grashof, fueron detenidos por la policía el 10 de febrero de 1971 pero lograron escapar. No obstante, en Hamburg el 6 de mayo del mismo año,  Proll fue arrestada finalmente después de un intento de explotar una estación de servicio luego que el encargado de la estación la reconociera por los afiches de arresto y alertara a la policía. Ella intentó escapar pero fue rodeada por policías armados y arrestada. Una vez que fue detenida, fue acusada por el enfrentamiento con los policías de febrero, como un intento de homicidio, cargo que ella rechazó pues nunca había disparado.  Estuvo detenida un tiempo pero liberada posteriormente por razones de salud. Por haber sido mantenida en completo aislamiento en la prisión le causó deterioro de la salud. por lo que fue transferida a un Sanatorio.

## Escapando
Mientras estuvo en el sanatorio,  Proll tenía que reportarse a la policía, no obstante muy pronto logró escapar y regresar a la clandestinidad. Inicialmente una red de simpatizantes y recursos la ayudaron a salir hacia Italia, pero ella sentía que la situación la sofocaba. Después de unos meses se logró reubicar en Londres y contrajo matrimonio con Robin Puttick lo que le permitió obtener nuevos documentos de identidad como "Anna Puttick". Con esta identidad tuvo una variedad de trabajos, trabajó como jardinera, en comunidades juveniles, parquera, en una fábrica de juguetes y finalmente luego de recibir clases de soldadura, en un taller de mecánica de vehículos. Durante ese tiempo, ella trató de mantener un bajo perfil y fue deliberadamente vaga en cualquier referencia a su pasado.
No obstante, el 15 de septiembre de 1978, mientras estaba en el taller en West Hampstead, Proll fue descubierta y arrestada por la Policía británica. Estuvo detenida y luchó contra la extradición hasta que ella misma decidió voluntariamente regresar a la República Federal de Alemania en 1979 para defender su caso.

## Regreso a Alemania
De vuelta en Alemania, el cargo de intento de asesinato de Proll contra los policías fue retirado en un acuerdo si prestaba declaración sobre algunas actividades privadas de la Fracción del Ejército Rojo, aunque todavía tenía una sentencia de cinco años y medio por el robo de bancos y falsificación de documentos; no obstante ella ya había estado detenida al menos dos tercios de la pena en cárceles inglesas y alemanas y se consideró tiempo servido. Ella posteriormente no se unió nuevamente a la banda Baader-Meinhof. 
Proll participó en muchas entrevistas acerca de su época en la banda Baader-Meinhof y publicó una libro con fotografías de esa época titulado Pictures on the Run (Fotos en fuga). Ella ha trabajado, recientemente en 1999, como editora de fotografías en Gran Bretaña.
Durante un programa de radio en vivo, cuando se le preguntó si estaba  "terriblemente avergonzada" de haber estado asociada con la RAF, Proll dijo que no lo estaba, pero que si desaprobaba el incremento de actos violentos de la organización.

## Curiosidades
Una banda de rock experimental en Puerto Rico lleva por nombre Astrid Proll en honor a la terrorista.